# Karwinskia rocana
Karwinskia rocana är en brakvedsväxtart som först beskrevs av Britt. och Wils., och fick sitt nu gällande namn av Ignatz Urban. Karwinskia rocana ingår i släktet Karwinskia och familjen brakvedsväxter. Inga underarter finns listade i Catalogue of Life.